# Parapercis xanthozona
Parapercis xanthozona, es una especie de pez actinopeterigio marino, de la familia de los pinguipédidos.

## Morfología
La longitud máxima descrita es de 23 cm. En la aleta dorsal tiene 5 espinas y 21 radios blandos, mientras que en la aleta anal tiene una espina y 17 o 18 radios blandos; tiene una franja blanca intermedia desde la parte superior de la aleta pectoral hasta la cola; los machos tienen líneas diagonales estrechas en la mejilla. Presenta manchas finas sobre el lomo. Escamas en la parte posterior por encima de la franja blanca con bordes oscuros, muchos con la mitad exterior marrón oscuro; una barra de color amarillo anaranjado en la base de las aletas pectorales.

## Distribución y hábitat
Se distribuye por aguas de todo el océano Índico y la zona oeste del océano Pacífico hasta Fiyi. Son peces marinos de agua tropical, asociados a arrecifes, que habitan en un rango de profunididades entre 10 m y 28 m. Se encuentra en áreas arenosas protegidas poco profundas cerca de arrecifes de lagunas y bahías, a menudo entre rocas.